# Fotja
La fotja, fotja vulgar o folliga (Fulica atra), és una espècie d'ocell de la família dels ràl·lids, ordre dels gruïformes, comú a les zones humides dels Països Catalans.

## Morfologia
- Fa 36 – 42 cm de llargària.[3]
- Plomatge gris negrós, amb un contrastat bec i escut frontal blancs.[3] El marge posterior de l'ala és blanquinós, cosa que es distingeix quan aleteja corrent per sobre l'aigua en envolar-se.[3]
- Potes de color verdós amb dits llargs i lobulats.
- Dits llargs i lobulats.
- Iris vermellós.[3]

## Ecologia
Ocupa zones aquàtiques obertes com llacs, llacunes i embassaments amb vegetació a les vores i de vegades rius lents. La seva distribució comprèn Europa, Àsia, Austràlia i Àfrica Septentrional.
Als Països Catalans n'hi ha una gran població hivernant, a més de criar a molts indrets, com ara el Fondo d'Elx-Crevillent, el Delta de l'Ebre o els Aiguamolls de l'Empordà.

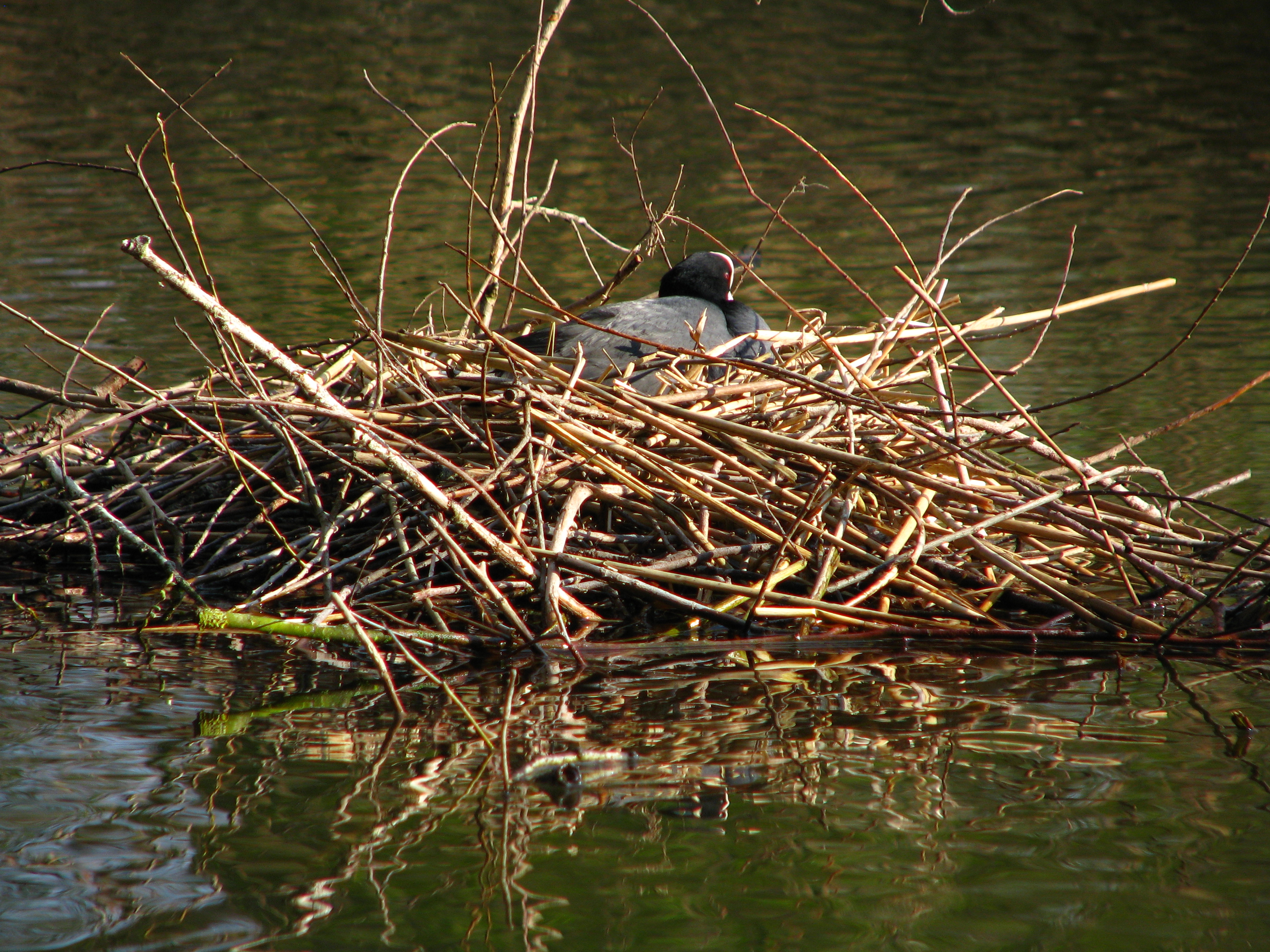
Niu a Suïssa

Principalment menja vegetals com raïls de plantes aquàtiques i tiges joves. Complementen la dieta amb algun insecte, mol·lusc, larva, cuc de terra o capgròs.
Fa un niu amb herba, sobre l'aigua, surant, ancorat en la vegetació. Pon 6 - 9 ous que cova 21 - 24 dies. Les cries, abandonen el niu poc després de néixer i romanen amb els seus pares unes 8 setmanes.

## Llista de subespècies
S'han distingit tres subespècies de fotja vulgar:
- Fulica atra atra Linnaeus 1758.
- Fulica atra australis Gould 1845.
- Fulica atra lugubris Muller 1847

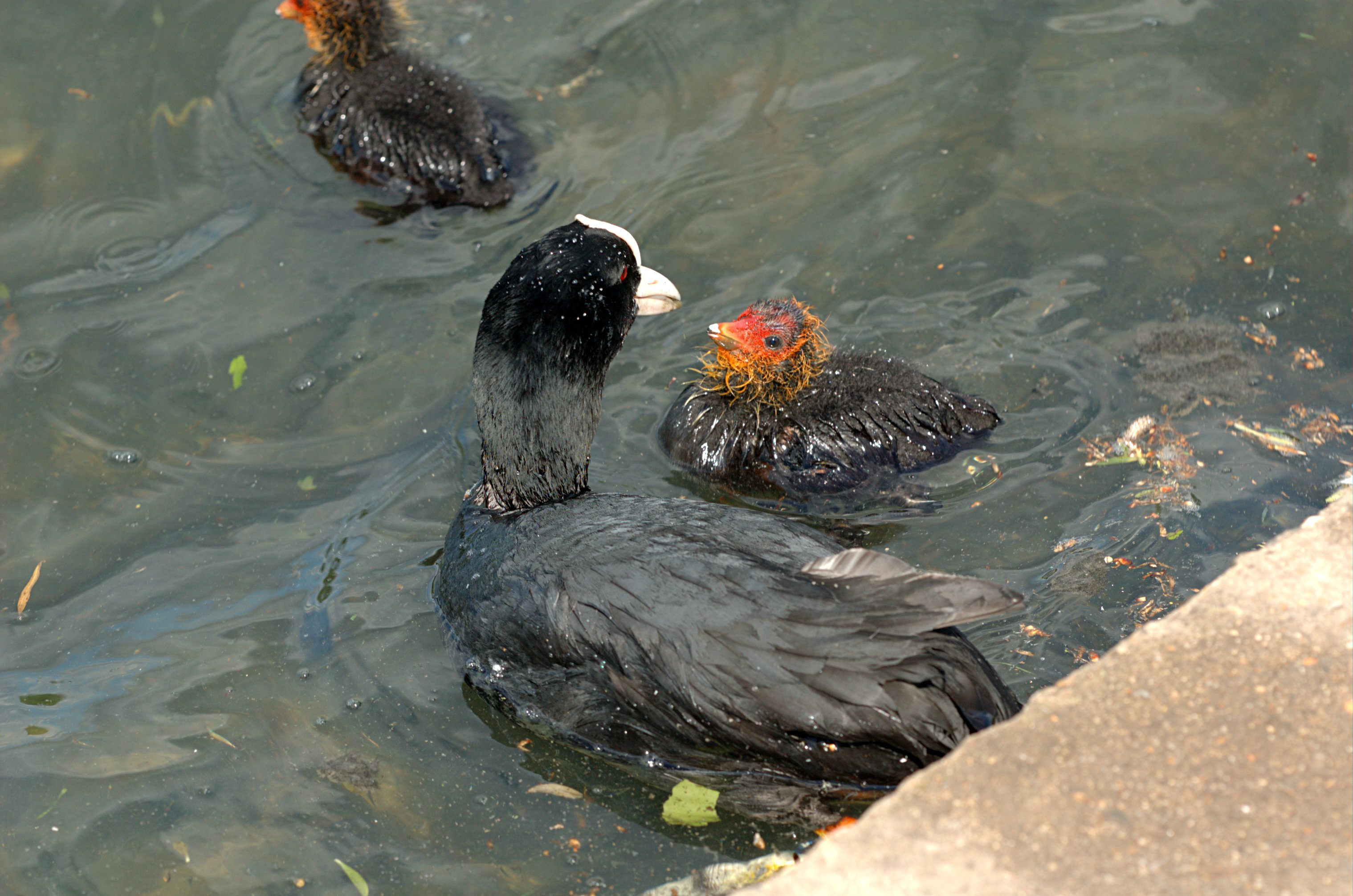
Adult i poll a Anglaterra
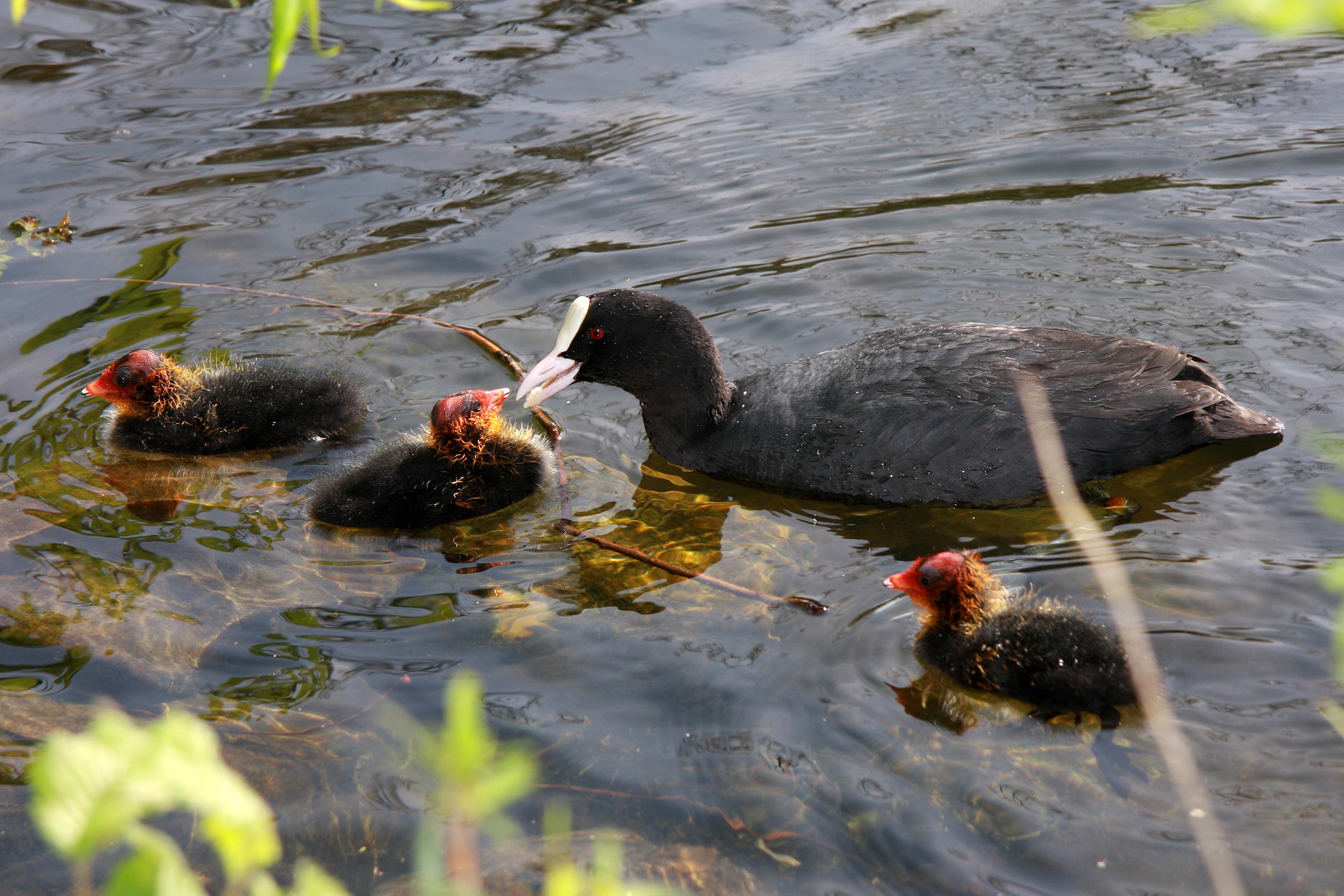
Adult amb polls a Lund (Suècia)
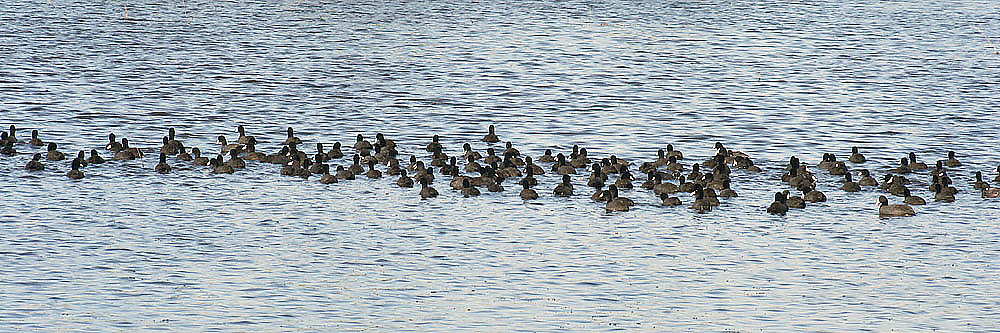
Bharatpur, Rajasthan, Índia.
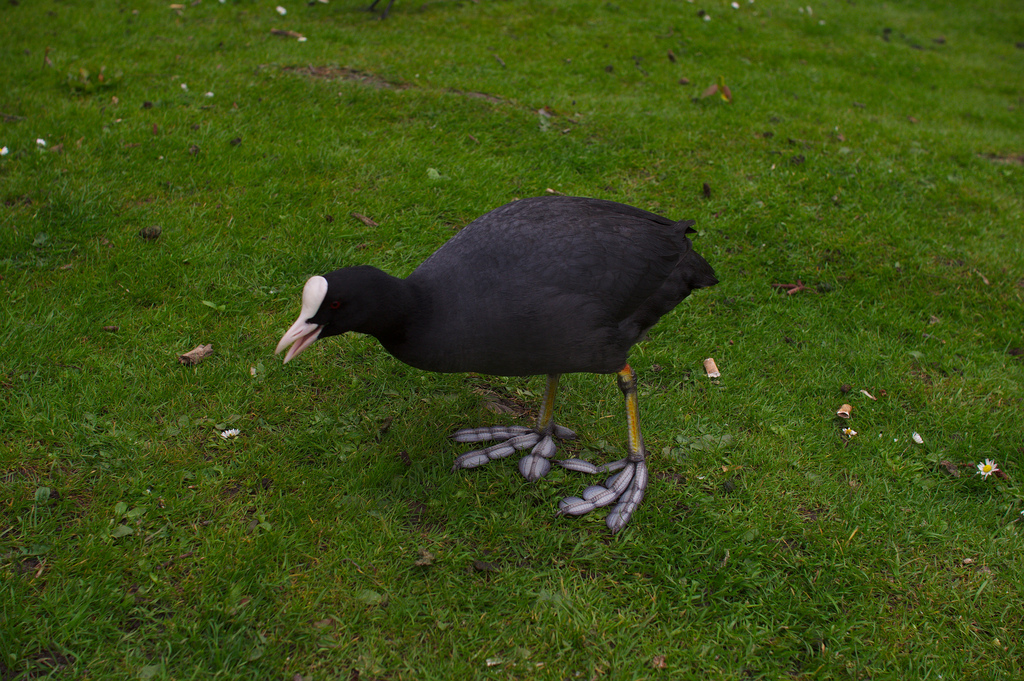
Utrecht